# Fortress Rocks
Die Fortress Rocks (englisch für Festungsfelsen) sind eine Gruppe niedriger Felsvorsprünge auf der antarktischen Ross-Insel. Sie ragen 800 m nördlich des Gipfels des Observation Hill auf der Hut-Point-Halbinsel auf.
Die deskriptive Benennung nahmen Teilnehmer der Terra-Nova-Expedition (1910–1913) unter der Leitung des britischen Polarforschers Robert Falcon Scott vor.